# Cloelia

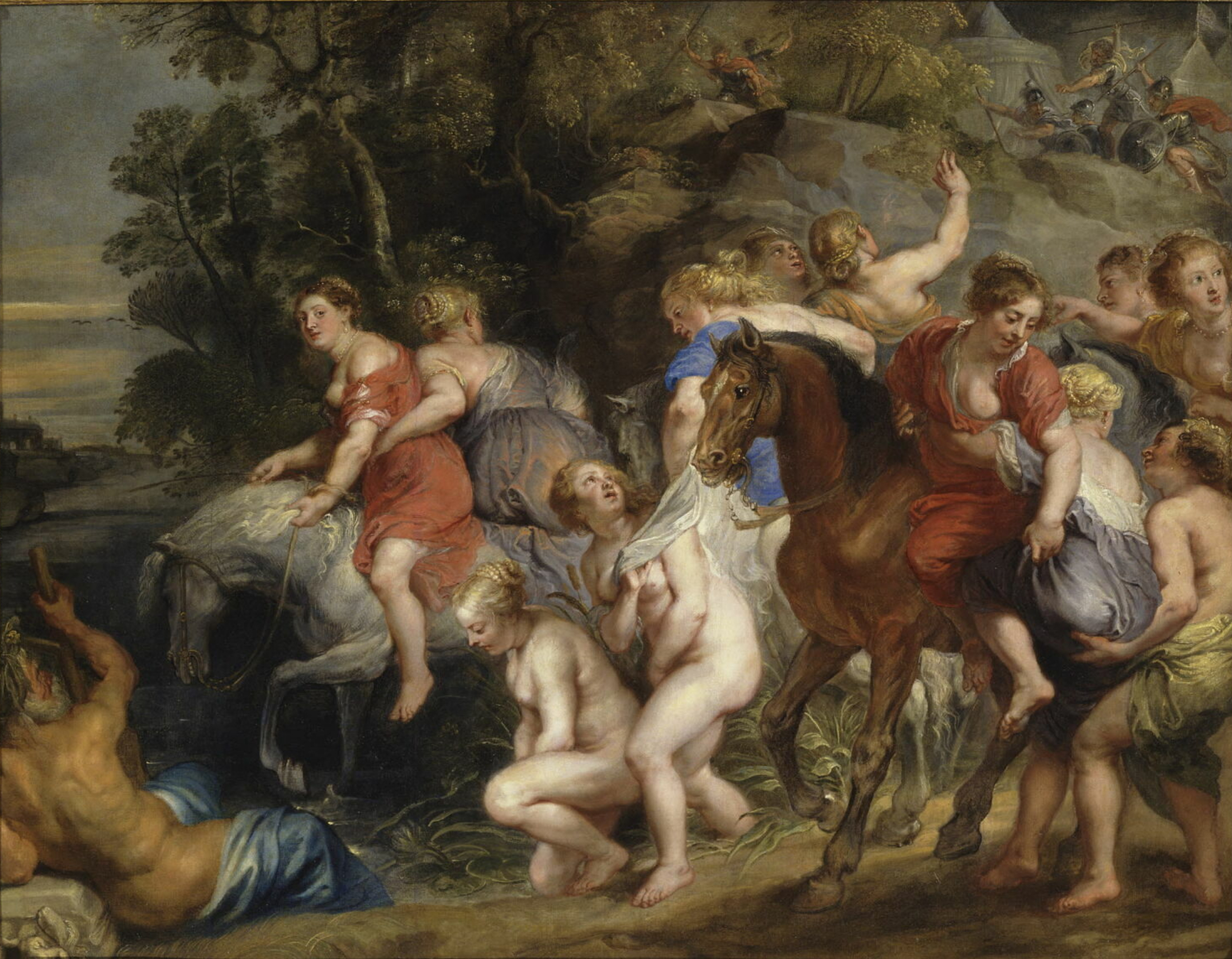
Cloelia überquert den Tiber (Peter Paul Rubens, 1630–1640)

Cloelia ist eine sagenhafte Frauengestalt aus der römischen Frühgeschichte.
Nach Titus Livius soll bei einem Friedensschluss zwischen den Römern und dem etruskischen König Lars Porsenna im Jahr 508 v. Chr. Cloelia mit anderen jungen Frauen als Geisel in das Lager der Etrusker geschickt worden sein. Sie sei jedoch geflohen, indem sie mit anderen Geiseln durch den Tiber schwamm, um nach Rom zurückzugelangen. Porsenna habe sie zunächst zurückgefordert und gedroht, andernfalls den frisch geschlossenen Friedensvertrag als ungültig anzusehen. Dann jedoch habe ihn Cloelias Tapferkeit so beeindruckt, dass er den Römern für den Fall ihrer Auslieferung seinerseits die umgehende Rückgabe versprochen habe. Sie sei daraufhin von den Römern wieder zu Porsenna geschickt worden, der sich an sein Versprechen gehalten, sie ehrenvoll behandelt und ihr sogar noch erlaubt habe, bei der Rückkehr weitere Geiseln mitzunehmen. Für ihren Heldenmut sei Cloelia mit einer Reiterstatue an der Via Sacra geehrt worden, die zu Livius’ Lebzeiten aber bereits nicht mehr zu sehen war.
Die Erzählung wurde von vielen als Versuch angesehen, sich dieses einzige weibliche Reiterstandbild Roms zu erklären. Auch in der Ikonographie stellte man Cloelia oft als Mädchen zu Pferd vor Porsenna dar. Andere haben Bezüge zu einer vorgeschichtlichen Mythologie der Stadt Rom hergestellt und die Figur mit verschiedenen Beinamen der Venus (Equestris, Cluilia oder Cloacina „die Reinigende, Sühnende“) oder einer mit den drei zentralen Aspekten der indogermanischen Gesellschaftstheorie begabten „transfunctional goddess“ (vgl. Georges Dumézil), vergleichbar der Draupadi des indischen Mahabharata, zusammengebracht, da sie Rom mit fides, kriegerischem Mut und Sorge um die Jungen gerettet habe.